# Stipe Vulikić
Stipe Vulikić, né le 23 janvier 2001 à Split en Croatie, est un footballeur croate qui évolue au poste de défenseur central.

## Biographie

### En club
Né à Split en Croatie, Stipe Vulikić est formé par le club local de l'Hajduk Split avant de poursuivre sa formation au NK Solin. C'est avec ce club qu'il commence sa carrière professionnelle, en deuxième division croate, jouant son premier match le 17 août 2019, en étant titularisé lors d'une rencontre de championnat face au Hrvatski Dragovoljac. Il se fait remarquer ce jour-là en inscrivant son premier but en professionnel, de la tête en ouvrant le score, et on équipe s'impose par de deux buts à un.
Lors de l'été 2021, Vulikić s'engage en faveur du Hrvatski Dragovoljac. Le transfert est annoncé dès le 21 juin 2021. C'est avec ce club qu'il découvre la première division croate, le Hrvatski Dragovoljac venant tout juste d'être promu en première division.
Le 13 juillet 2022, Stipe Vulikić rejoint l'Italie pour signer avec l'AC Pérouse sous la forme d'un prêt d'une saison avec option d'achat. Il joue son premier match sous ses nouvelles couleurs le 5 août 2022, à l'occasion d'un match de coupe d'Italie face au Cagliari Calcio. Il est titularisé ce jour-là, et son équipe s'incline par trois buts à deux.

### En sélection
Stipe Vulikić joue un total de trois matchs avec l'équipe de Croatie des moins de 20 ans, les trois en 2022.